# Rana Tarin
Rona Tarin, también conocida como Rana Tareen, Rona Tareen Tarin,(en pastún: رڼا ترين‎ ; Distrito de Dand de Haji Fida Mohammad, 1971) es una política afgana pastún y activista por los derechos de la mujer.

## Biografía
Se licenció en la Facultad de Literatura de Tres Idiomas en Kabul Kandahar y es activista por los derechos de la mujer.
En 2005 y 2010 fue candidata a la Cámara del Pueblo pero no fue elegida.De 2007 a 2010, Rona Tarin fue directora provincial de la oficina del Ministerio de Asuntos de la Mujer en la provincia de Kandahar después de que su predecesora, Safia Amajan, fuera asesinada.En mayo de 2010, temiendo por su seguridad ya que varias activistas y funcionarias del gobierno de Kandahar habían sido asesinadas, incluidas Malalai Kakar y Sitara Achakzai, Rona Tarin se presentó para el parlamento en Kabul. Fue nombrada miembro de la Cámara de Ancianos en 2011 y 2018.
Además es miembro de la Comisión de Asuntos Religiosos, Enseñanza Superior, Educación, Cultura e Investigación Científica.
En la provincia de Kandahar y las regiones del sur del país, brinda oportunidades laborales a las mujeres en diferentes aspectos de la vida, en el campo de la eliminación de la violencia y la violencia contra ellas, en el campo de la educación y la capacitación.

## Premios y reconocimientos
En 2011: 
- Fue galardonada por el gobierno como la mejor mujer del año en el campo de los derechos humanos de las mujeres en el sur del país.
- Fue elogiada por la Oficina Política de las Naciones Unidas UNAMA y un centro de educación internacional en el campo del fortalecimiento del talento femenino.
- De la misma manera, en el encuentro realizado en la Comunidad y Centro Afgano Canadiense se la llamó una mujer luchadora en el camino de la realización de los derechos de las mujeres.